# Чакма
Ча́кма — народ в Бангладеш (горный округ области Читтагонг) и в пограничных районах Индии. Общая численность 540 тыс. человек, в том числе в Бангладеш — 440 тыс. человек, в Индии — 100 тыс. человек. По культуре и быту близки мьянма. Современные чакма ассимилируются бенгальцами. Говорят на языке центральной группы сино-тибетской семьи. Большинство пользуется бенгальским языком. Верующие в основном — буддисты северного направления, часть придерживается традиционных верований.

## История

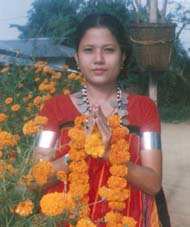
Женщина народа чакма

Этнически, чакма относятся к тибетско-бирманской языковой семье, и, таким образом, тесно связаны с племенами в предгорьях Гималаев. Их предки пришли из Королевства Магадха (ныне Бихар, Индия), чтоб поселиться в Аракане. Большинство из них позже переехало в Бангладеш, поселившись в округе Кокс-Базар. До колониального завоевания существовала ранняя форма цивилизации — королевство Чакма. Сегодня власть царя чакма Раджа Дебабиш Рой является чисто символическим.
У чакма распространена любопытная, но малодостоверная легенда об их происхождении. Они производят своё самоназвание от бирманского слова «чаок», означающее «смешанное происхождение», и считают себя потомками от женщин марма.

## Язык
Первоначально говорили на языке, принадлежащим к тибето-бирманской семье, но язык попал под влияние соседствующего читтагуниень, языка Восточной индо-арийской семьи, тесно связанного с бенгали. Многие лингвисты теперь считают современный язык чакма (известный как чангма вадж или чангма кодха) частью Юго-Восточной ветви бенгальского языка. Чангма вадж имеет собственное написание, также известное как ожхопат. Язык чакма в написании, с учетом его скорописи форме, практически совпадает с кхмерским языком, который ранее был в использовании в Камбодже, Лаосе, Таиланде и южной части Бирмы.

## Религия
Подавляющее большинство чакма являются последователями буддизма тхеравады, религии, которую они практиковали на протяжении столетий. В последнее время[когда?] появились сообщения, что несколько иностранных и местных миссионеров пытаются безуспешно обратить чакма в христианство.

## Культура
Чакма является народом с собственной культурой, фольклором, литературой и традициями. Женщины чакма носят длинную одежду до лодыжек, которая называется пхинон, а также хади вокруг талии как украшение. Пхинон и хади являются красочными одеждами различного дизайна.
Бижу — трехдневный фестиваль культуры народы чакма, на котором отмечают окончание бенгальского календарного года. Отмечается пением, танцами, выпивкой и общим весельем тринадцатого апреля каждого года. Первый день Бижу называется пхул бижу, второй день называется муп бижу. Второй день является главным днем праздника. Последний день называется гайя пайя дин(день отдыха). Этот день является государственным праздником только в Читтагонга. Бижу является главным фестивалем людей чакма.